# Planta estimulant
Una planta estimulant (o psicoestimulant o psicotònica) és qualsevol planta que augmenta els nivells d'activitat motriu i cognitiva, reforça la vigília, i també l'estat d'alerta i l'atenció. Els estimulants vegetals sovint han estat molt relacionats amb els hàbits i creences arrelades en totes les cultures del món.
Diverses plantes tenen el potencial de desencadenar efectes estimulants en l'home degut als principis actius que contenen. Generalment, un cop ingerides alliberen progressivament substàncies (generalment alcaloides) amb potencial psicoactiu. Aquestes plantes, a diferència de les plantes alimentàries, no són immediatament digerides, sinó que prèviament indueixen canvis apreciables en l'estat d'equilibri de determinades funcions orgàniques per, més tard, ser metabolitzades i excretades.
Aquest és un llistat de les més utilitzades:
- Acorus calamus
- Anamirta cocculus
- Areca catechu
- Camellia sinensis
- Catha edulis
- Coffea arabica
- Cola acuminata
- Ephedra sinica
- Erythroxylum catuaba
- Erythroxylum coca
- Ilex paraguariensis
- Ilex vomitoria
- Nicotiana rustica
- Nicotiana tabacum
- Paullinia cupana
- Piper betle
- Theobroma cacao